# Larry Mullen, Jr.
Larry Mullen, Jr.   (Dublín, 31 d'octubre de 1961) Lawrence Joseph "Larry" Mullen, Jr. és el bateria d'U2, banda irlandesa de rock.